# تل قاباز بزرگ ب ۰۵۱
تل قاباز بزرگ ب ۰۵۱ مربوط به دوره عیلامیان - دوره اشکانیان - دوران‌های تاریخی پس از اسلام است و در شهرستان شوشتر، روستای لنگر واقع شده و این اثر در تاریخ ۵ آذر ۱۳۸۰ با شمارهٔ ثبت ۴۲۷۷ به‌عنوان یکی از آثار ملی ایران به ثبت رسیده است.